# 西栄町 (名古屋市)
西栄町（にしさかえちょう）は、愛知県名古屋市中村区の地名。丁目の設定はない。住居表示未実施。

## 地理
名古屋市中村区西部に位置する。南は宮塚町、北は荒輪井町に接する。

## 歴史

### 地名の由来
町内の話し合いにより、名古屋の西の栄町として栄えるようにという意味で命名したという。

### 沿革
- 1960年（昭和35年）1月25日 - 中村区岩塚町字東之割・字畦道・字地子坊および稲葉地町字五反田の各一部により、同区西栄町として成立[1]。
- 1966年（昭和41年）12月9日 - 一部が宮塚町に編入される[9]。

## 世帯数と人口
2019年（平成31年）2月1日現在の世帯数と人口は以下の通りである。
| 町丁   | 世帯数  | 人口  |
| ------ | ------- | ----- |
| 西栄町 | 127世帯 | 242人 |

### 人口の変遷
国勢調査による人口の推移
| 1960年（昭和35年） | 304人 | [ 10 ] |  |
| 1965年（昭和40年） | 303人 | [ 10 ] |  |
| 1970年（昭和45年） | 321人 | [ 11 ] |  |
| 1975年（昭和50年） | 342人 | [ 11 ] |  |
| 1980年（昭和55年） | 329人 | [ 12 ] |  |
| 1985年（昭和60年） | 326人 | [ 12 ] |  |
| 1990年（平成2年）  | 319人 | [ 13 ] |  |
| 1995年（平成7年）  | 318人 | [ 14 ] |  |
| 2000年（平成12年） | 303人 | [ 15 ] |  |
| 2005年（平成17年） | 277人 | [ 16 ] |  |
| 2010年（平成22年） | 256人 | [ 17 ] |  |
| 2015年（平成27年） | 247人 | [ 18 ] |  |

## 学区
市立小・中学校に通う場合、学校等は以下の通りとなる。また、公立高等学校に通う場合の学区は以下の通りとなる。
| 番・番地等 | 小学校               | 中学校               | 高等学校 |
| ---------- | -------------------- | -------------------- | -------- |
| 全域       | 名古屋市立稲西小学校 | 名古屋市立豊正中学校 | 尾張学区 |

## その他

### 日本郵便
- 郵便番号 : 453-0846[4]（集配局：中村郵便局[21]）。